# مارتن بيرس
مارتن بيرس (14 ديسمبر 1983 في المملكة المتحدة - )  (بالإنجليزية: Martin Pearce)‏ هو لاعب كريكت بريطاني. لعب مع Cornwall County Cricket Club ‏.